# Mercator (televisieprogramma)
Mercator is een Vlaams televisieprogramma van het productiehuis Kanakna. Het wordt uitgezonden op de zender Eén. In het programma worden veertien mensen gevolgd die aan boord van de historische driemaster Artemis een oude handelsroute volgen. De eindbestemming is onbekend.
Onderweg moeten de opvarenden proberen te achterhalen waar de reis naartoe gaat. Ze zoeken aanwijzingen in de steden die ze op hun weg tegenkomen. De gevolgde route: Antwerpen → Amsterdam → Bergen → Kopenhagen → Visby → Stockholm → Helsinki → Sint-Petersburg → Tallinn → Riga → Gdańsk → Lübeck → Londen → Gent. Hier en daar doen verhalen uit een ver verleden de ronde. Hoe langer de deelnemers in de steden ronddwalen, des te dieper kunnen ze in het verleden graven om beetje bij beetje het doel van de reis te achterhalen. Wie de eindbestemming (de Sint-Niklaaskerk in Slijpe) achterhaalt en het mysterie onthult, wacht een beloning ter waarde van 25.000 euro.

## Kandidaten
| Kandidaat                   | Eindranking |
| --------------------------- | ----------- |
| Christophe 'Punk' Deconinck | 1e          |
| Marleen Rens                | 2e          |
| Liesbeth Redant             | 3e          |
| Christophe Sevenoo          | 4e          |
| Dave Sannen                 | 5e          |
| Katrien Moeremans           | 6e          |
| Luc Ledene                  | 7e          |
| Olivier Spaenjaers          | 8e          |
| Christel Cracco             | 9e          |
| Ronald De Clercq            | 10e         |
| Jessica 'Jessy' Montes Diaz | 11e         |
| Linda Demunter              | 12e         |
| Rosemarie 'Roos' Verhelst   | 13e         |
| Werner Van Rillaer          | 14e         |